# Dévanos
Dévanos è un comune spagnolo di 120 abitanti situato nella comunità autonoma di Castiglia e León.